# Campeonato Europeo de Halterofilia de 1963
El XLIII Campeonato Europeo de Halterofilia se celebró en Estocolmo (Suecia) entre el 7 y el 13 de septiembre de 1963 bajo la organización de la Federación Europea de Halterofilia (EWF) y la Federación Sueca de Halterofilia.
El evento fue realizado en el XXXVIII Campeonato Mundial de Halterofilia. Los tres mejores halterófilos europeos de cada categoría recibieron las correspondientes medallas.

## Medallistas
| Evento  | Oro                                | Plata                                  | Bronce                             |
| ------- | ---------------------------------- | -------------------------------------- | ---------------------------------- |
| 56 kg   | Alexei Vajonin URSS 345,0          | Róbert Nagy · Hungría · 312,5          | Vasil Petkov Bulgaria 310,0        |
| 60 kg   | Imre Földi · Hungría · 365,0       | Sebastiano Mannironi · Italia · 347,5  | Rudolf Kozłowski · Polonia · 342,5 |
| 67,5 kg | Marian Zieliński · Polonia · 417,5 | Waldemar Baszanowski · Polonia · 410,0 | Vladimir Kaplunov URSS 410,0       |
| 75 kg   | Alexandr Kurynov URSS 437,5        | Mihály Huszka · Hungría · 437,5        | Hans Zdražila Checoslovaquia 422,5 |
| 82,5 kg | Győző Veres · Hungría · 477,5      | Rudolf Pliukfelder URSS 467,5          | Géza Tóth · Hungría · 450,0        |
| 90 kg   | Louis Martin Reino Unido 480,0     | Ireneusz Paliński · Polonia · 475,0    | Eduard Brovko URSS 470,0           |
| +90 kg  | Yuri Vlasov URSS 557,5             | Leonid Zhabotinski URSS 527,5          | Ivan Veselinov Bulgaria 485,0      |

1. 1 2 3  Fuerza (kg) + arrancada (kg) + dos tiempos (kg) = TOTAL (kg)

## Medallero
| Núm. | País           | Oro | Plata | Bronce | Total |
| ---- | -------------- | --- | ----- | ------ | ----- |
| 1    | URSS           | 3   | 2     | 2      | 7     |
| 2    | Hungría        | 2   | 2     | 1      | 5     |
| 3    | Polonia        | 1   | 2     | 1      | 4     |
| 4    | Reino Unido    | 1   | 0     | 0      | 1     |
| 5    | Italia         | 0   | 1     | 0      | 1     |
| 6    | Bulgaria       | 0   | 0     | 2      | 2     |
| 7    | Checoslovaquia | 0   | 0     | 1      | 1     |
|      | TOTAL          | 7   | 7     | 7      | 21    |